# 바티칸 천문대
바티칸 천문대(이탈리아어: Specola Vaticana)는 성좌의 지원을 받는 천체 관측 교육 기관이다. 원래 본부와 연구소는 로마에 있었지만, 현재는 이탈리아 카스텔간돌포에 있는 교황의 여름 궁전에 있다. 그리고 천문대는 미국의 그레이엄 산 국제 천문대에 있다.
현재 바티칸 천문대 소장은 미국 예수회원 가이 콘솔마뇨 (Guy Consolmagno) 수사로 2015년 12월 프란치스코 교황의 임명을 받았다. 바티칸 천문대에는 많은 저명한 천문학자가 근무하였다. 2008년, 바티칸 천문대의 보좌 학자인 미하우 헬렐 신부는 우주론자들이 받는 템플턴 상을 받았다.

## 역사
기독교는 오랫동안 천문학에 관심을 둬왔는데, 그 이유는 부활절 등 각종 축일을 결정하는 역법의 천문학적 기초였기 때문이다. 예를 들어, 그레고리력은 1582년 교황 그레고리오 13세에 의해 선포되었으며 로마 대학교의 예수회 수학자인 크리스토퍼 클라비우스에 의해 천문학 지식이 발전하였다.
18세기에 교황들은 1774년 로마 대학교에 천문대를 설치하면서 천문학을 적극적으로 지원하였다. 1787년-1789년 사이에 몬시뇰 필리포 루이지 질리(1756-1821)의 지휘 아래 바티칸 안에 있는 바람의 탑에 ‘바티칸 반사경(Specula Vaticana)’이 설치되었다. 몬시뇰 질리가 선종하면서 반사경이 내려왔는데, 로마의 학생들이 불편해하고 성 베드로 대성전의 돔에서 경치를 바라보는 것을 방해받았다. 기계들은 천문대학교로 양도되었다. 제3시설인 카피톨리노 천문대는 1827년부터 1870년까지 활동하였다.
안젤로 세키 신부는 천문대학교의 기계들을 산티냐치오 디 로욜라 아 캄포 마르치오 성당으로 다시 이전하였다. 하지만, 1878년에 세키 신부가 선종하면서 성좌와 이탈리아 정부 사이에 심각한 긴장관계가 형성되었다. 천문대는 ‘로마 대학 왕립 천문대(Regio Osservatorio al Collegio Roman)’로 개명되었으며, 같은 해 1923년에 지금의 이름으로 다시 개명될 때까지 유지되었다.
바티칸 천문대는 1930년에 다시 활동을 시작하였는데, 이 시기에는 도심지의 스모그와 광공해 때문에 로마에서 원활한 천체 관측이 불가능해졌다. 바티칸 천문대는 로마에서 남쪽으로 25킬로미터 떨어진 카스텔간돌포로 이전하였다. 1961년대에 들어서면서 카스텔간돌포에도 로마와 똑같은 문제가 발생하였다. 바티칸 천문대는 애리조나주 투산에 있는 애리조나 대학교의 스튜어드 천문대에 사무소들을 마련하고 바티칸 천문 관측 그룹을 설립하였다.
1993년, 바티칸 천문 관측 그룹은 1.8미터(71인치) 크기의 바티칸 고급 기술 망원경을 완성하였으며, 이 망원경은 애리조나주 새포드 인근의 그레이엄 산에 자리 잡고 있다.
바티칸 천문대의 본부는 이탈리아의 카스텔간돌포에 그대로 남았다. 2008년 초, 바티칸은 교황 거주지의 일상적인 재건축의 하나로 천문대를 성에서 약 1마일 정도 떨어진 옛 수도원 자리로 이전할 것이며, 천문대가 있던 자리는 외교 방문자들을 위한 숙박 장소를 제공하기 위해 사용할 것이라고 발표하였다. 천문대를 폐쇄하거나 축소해야 한다는 일부 의견도 있었지만, 천문대 직원들은 사실상 이전 조처를 기꺼이 받아들였다. 천문대가 사용하기 위해 마련된 성의 옛 구역은 비좁고 매우 초라하였다. 애리조나에서 바티칸 천문 관측실의 연구 활동은 이후로 지장을 받지 않았다.

## 같이 보기
- 고천문학